# Cardinal Lemoine (stanice metra v Paříži)
Cardinal Lemoine je nepřestupní stanice pařížského metra na lince 10 v 5. obvodu v Paříži. Nachází se na křižovatce ulic Rue Monge, pod kterou vede linka 10, a Rue du Cardinal-Lemoine.

## Historie
Stanice byla otevřena 26. dubna 1931 při prodloužení linky do stanice Jussieu.

## Název
Jméno stanice je odvozeno od názvu ulice Rue du Cardinal-Lemoine. Kardinál Jean Lemoine (1250–1313) byl legát papeže Bonifáce VIII. u francouzského krále Filipa IV. Sličného.

## Vstupy
Stanice má dva vchody:
- Rue Monge u domu č. 28
- Rue du Cardinal-Lemoine u domu č. 55